# Elandsgracht 113
Elandsgracht 113 is een winkel annex woonhuis in de Jordaan in Amsterdam-Centrum.
Het hoekpand is gelegen aan de noordelijke kant van de Elandsgracht, rond 1891 gedempt, en de Lijnbaansgracht. Er is hier al eeuwen bebouwing, op de kaart van Joan Blaeu uit 1649 is de kade van de Lijnbaansgracht al bijna geheel volgebouwd. In de 19e eeuw is Lijnbaansgracht 113 in het nieuws als het pand waar een kelder/souterrain, zogenaamde kelderwoning, onbewoonbaar is verklaard (1883), een binnenbrand (1884) is geweest en een drieling is geboren (1890). In 1892 werd hier nieuwbouw gepleegd. De architect K. Luijten leverde het ontwerp voor een pand in eclectische bouwstijl waarin een proeflokaal Marktzicht (de groente- en fruitmarkt lag aan de overkant van de Lijnbaansgracht) en woningen werden gevestigd. Al in 1895 stond het gebouw inclusief grond te koop. Na tien jaar werd ook in deze nieuwbouw het souterrain onbewoonbaar verklaard, wellicht de reden van de grondige verbouwing in dat jaar. Het betreft een symmetrisch ogend gebouw met op de afgevlakte hoek een raamgang uitgevoerd in erker waarop een nep-dakkapel, met windvaan. De risalieten zijn echter anders verdeeld en de gevel aan de Lijnbaansgracht heeft een geblindeerde ramengang. Het is rijk geschakeerd met zwart geschilderde plint, donker baksteen, lichtgekleurde speklagen, sierblokjes en bewerkte dakplint.
Jarenlang was op de begane grond een filiaal van Gebroeders Winter gevestigd, een in Amsterdam bekende kantoorboekhandel. In 2017 is er een slijterij gevestigd.
Voor de toegangsdeur van het bedrijfsgedeelte ligt de Baanbrug. Aan de overzijde van de Lijnbaansgracht en Marnixstraat (hier de westelijke kade van de Lijnbaansgracht) staat het hoofdbureau van politie in Amsterdam aan de Elandsgracht 117.
Het gebouw is sinds 2006 een gemeentelijk monument.